# 贄川駅
贄川駅（にえかわえき）は、長野県塩尻市大字贄川にある、東海旅客鉄道（JR東海）中央本線の駅である。

## 歴史
- 1909年（明治42年）12月1日：国有鉄道中央東線 塩尻 - 奈良井間開通と同時に開業[1]。旅客及び貨物の取扱を開始[2]。
- 1911年（明治44年）5月1日：線路名称が改定され、当駅を含む中央東線が中央本線に改称される[3]。
- 1972年（昭和47年）11月30日：貨物の取扱を廃止[2]。
- 1978年（昭和53年）9月14日：日出塩 - 当駅間の新線に掛け替え。
- 1984年（昭和59年）2月1日：荷物扱い廃止[2]。
- 1985年（昭和60年）3月22日：無人駅となる[4]。
- 1986年（昭和61年）5月未明：当駅 - 木曽平沢間の新線へ付け替える。新線の権現トンネルは複線規格だが単線での併用となっている。
- 1987年（昭和62年）4月1日：国鉄分割民営化により、東海旅客鉄道の駅となる[5]。

## 駅構造

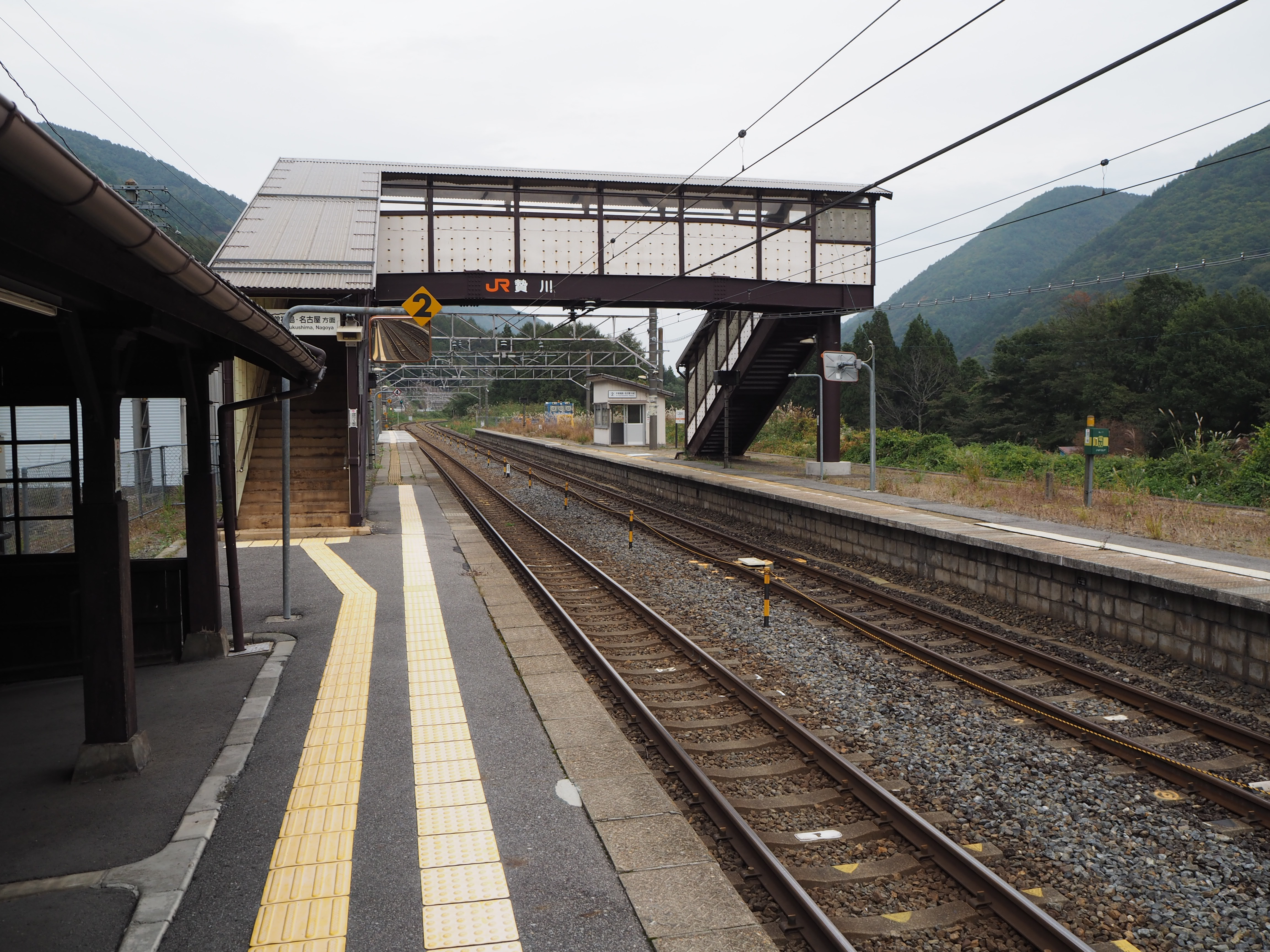
ホーム（2015年10月）

単式ホーム1面1線と島式ホーム1面1線、計2面2線のホームを持つ地上駅。木造駅舎を有する。日出塩方複線、木曽平沢方単線の交換可能駅でもある。隣の木曽平沢駅との間はトンネルを含め複線化用地が確保されているものの単線での使用である。留置線、跨線橋を有する。2009年3月改正ダイヤで、3番線のレールは撤去された。駅のトイレは、2009年4月に和風建築に改造された。古い駅舎は所々宿場町の雰囲気に合うよう手が入れられている。国鉄分割民営化前に無人化された無人駅で、出札口だった部分は板打ちされているが、荷物窓口はそのまま残っている。木曽福島駅管理。

### のりば
| 番線 | 路線        | 方向 | 行先               |
| ---- | ----------- | ---- | ------------------ |
| 1    | CF 中央本線 | 下り | 塩尻・長野方面     |
| 2    | CF 中央本線 | 上り | 中津川・名古屋方面 |

## 利用状況
「統計しおじり」によると、近年の1日平均乗車人員は以下の通りとなっている。
| 年度   | 1日平均 乗車人員 | 出典        |
| ------ | ---------------- | ----------- |
| 1999年 | 117              |             |
| 2000年 | 103              | [ 8 ]       |
| 2001年 | 90               | [ 8 ]       |
| 2002年 | 68               | [ 8 ]       |
| 2003年 | 67               | [ 8 ]       |
| 2004年 | 59               | [ 8 ]       |
| 2005年 | 42               | [ 8 ]       |
| 2006年 | 41               | [ 8 ]       |
| 2007年 | 43               | [ 1 ] [ 8 ] |
| 2008年 | 44               | [ 8 ]       |
| 2009年 | 90               | [ 1 ] [ 8 ] |
| 2010年 | 105              | [ 6 ] [ 9 ] |
| 2011年 | 105              | [ 9 ]       |
| 2012年 | 97               | [ 9 ]       |
| 2013年 | 97               | [ 9 ]       |
| 2014年 | 101              | [ 9 ]       |
| 2015年 | 108              | [ 9 ]       |
| 2016年 | 108              | [ 10 ]      |
| 2017年 | 108              | [ 11 ]      |
| 2018年 | 106              | [ 12 ]      |
| 2019年 | 108              | [ 13 ]      |

- 2008年以降、利用者数が増加している[1]。

## 駅周辺
国道19号線に面していて、国道前に駅前広場がある。旧中山道の贄川宿は駅のすぐ南側で、国道から線路を跨いですぐの場所に贄川関の跡がある。
- 中山道贄川宿[1]
- 信州リハビリテーション専門学校[1]（2008年に開校[1]。旧贄川小学校[1]、小学校は平成19年3月廃校。）
- 贄川郵便局
- 奈良井川
- 国道19号

## バス路線
- 塩尻市地域振興バス 楢川線 - 贄川駅

## 隣の駅
東海旅客鉄道（JR東海）
CF 中央本線
日出塩駅 - 贄川駅 - 木曽平沢駅